# Дирфилд (Мисури)
Дирфилд (енгл. Deerfield) град је у америчкој савезној држави Мисури.

## Демографија
По попису из 2010. године број становника је 81, што је 6 (8,0%) становника више него 2000. године.
| Група             | 2000.      | 2010.      |
| Белци             | 74 (98,7%) | 77 (95,1%) |
| Афроамериканци    | 0 (0,0%)   | 0 (0,0%)   |
| Азијати           | 0 (0,0%)   | 1 (1,2%)   |
| Хиспаноамериканци | 1 (1,3%)   | 0 (0,0%)   |
| Укупно            | 75         | 81         |